# Plagionotus bisbifasciatus
Plagionotus bisbifasciatus là một loài bọ cánh cứng trong họ Cerambycidae.